# アビゲイルウィリアムズとリバティージャーマンの殺人
アビゲイル・ウィリアムズとリバティー・ジャーマン殺害事件（アビゲイル・ウィリアムズとリバティー・ジャーマンさつがいじけん、英: Murders of Abigail Williams and Liberty German）は、2017年2月13日にアメリカ合衆国インディアナ州デルファイ市で発生した当時13歳と14歳の少女が殺害された児童殺人事件。加害者のものと思われる個人のビデオとオーディオの録音が被害少女のスマートフォンから見つかったため、メディアで大きく報道された。この事件は警察に送られた何千もの手がかりと容疑者の記録の公開にもかかわらず、長らくの間未解決事件とされていた。しかし、2022年10月に事件当時デルフィに住んでいたリチャード・アレン（逮捕当時50歳）が2人の殺人の疑いで逮捕された。

## 殺人
2017年2月13日午後1時35分、13歳のアビゲイル・ウィリアムズと14歳のリバティー・ジャーマンは、ジャーマンの姉であるケルシー・ジャーマンによって、フーザーハートランドハイウェイの東にある郡道300号線北に降ろされました。少女たちは、遠く離れた森林地帯にあるディアクリーク郡区に架かるモノンハイブリッジをハイキングしていた。午後2時7分、彼らはジャーマンがウィリアムズが橋を歩いている写真をSNSに投稿した後、消息を絶った。

## 記念碑
ドイツ人の母親からの要請に応えて、インディアナ州中部の住宅所有者は、少女を記念するとともに、殺人者が大勢残っていることを示すために、フロントポーチにオレンジ色のライトを設置しました。
2017年8月、家族は女の子たちを追悼してDelphiのスポーツコンプレックスを建設する計画を発表しました。  非営利団体であるL＆A Park Foundationは、「これからの世代のために自然、芸術、遊び、運動を鑑賞する場所を作ることで、リバティージャーマンとアビーウィリアムズの人生を祝い、記念する」ために設立されました。 デルファイの1マイル北にサイトが調達され、少女たちの死後数年間、アビーとリビーの記念公園の開発が継続的に進んでいます。 2020年に、L＆Aパーク財団は NBA All-Star 2021 レガシーグラント。 